# Port Médoc
Port Médoc est un port de plaisance situé au Verdon, dans le département de la Gironde, en Nouvelle-Aquitaine.
Localisé à la pointe de Grave, dans l'embouchure de l'estuaire de la Gironde, à quelques encablures de l'océan Atlantique et face à la station balnéaire de Royan, il se compose d'un port de plaisance de 800 anneaux et d'une marina inspirée par l'architecture scandinave où cohabitent commerces, bars, restaurants ainsi qu'un yacht club, autour d'une capitainerie.
Inauguré en 2004, Port Médoc est géré par la société Port Médoc SA, filiale du groupe Port Adhoc depuis fin 2013, qui s'est vu accorder une délégation de service public par la communauté de communes de la Pointe du Médoc. Son capital est détenu intégralement par la société Port Adhoc.
Fin 2015, le port, arrivé à saturation, lance des travaux d'extension afin de passer de 800 à 950 places.
Port Médoc se trouve à 4 milles marins du port de Royan, 5 milles du port de La Palmyre, 15 milles de Port-Maubert, 24 milles du port de Pauillac, 30 milles du port de Blaye, 46 milles du port de Bordeaux et 54 milles du port d'Arcachon.

## Histoire
Dernier né des trois ports de la commune du Verdon, à la pointe nord du Médoc, Port Médoc est issu de la volonté des élus de la communauté de communes de la Pointe du Médoc de redynamiser un territoire jusqu'alors un peu en marge du reste du département.

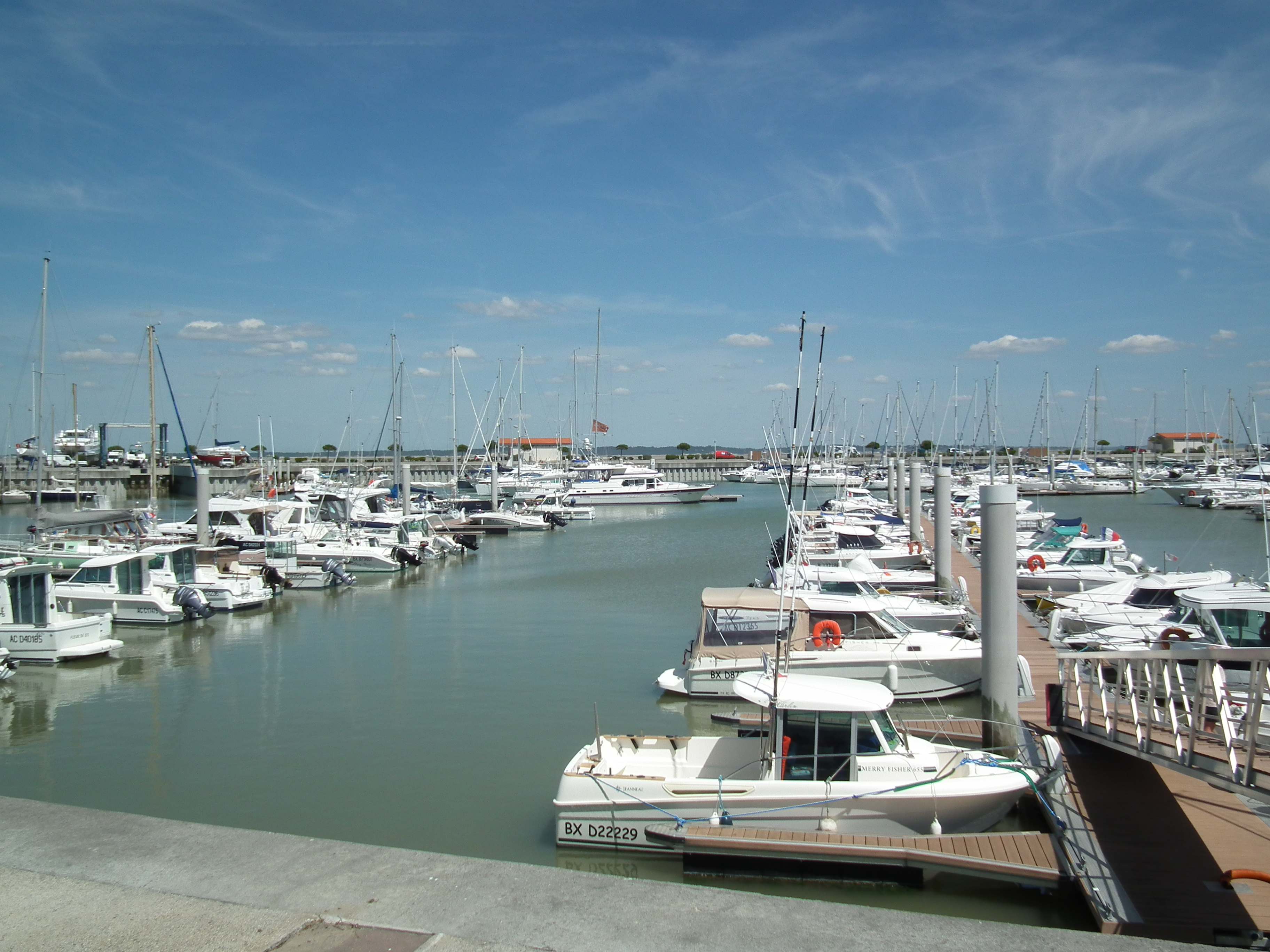
Le bassin de Port Médoc, d'une capacité de 800 anneaux.

Jouant de la situation géographique de la commune du Verdon, au point de rencontre de l'estuaire de la Gironde et de l'océan Atlantique, face à Royan et aux portes d'une vaste pinède, décision est prise d'établir un nouveau complexe porté par Guintoli, Sun Gestion et Sammi. Le coût, initialement estimé à 26 millions d'euros, atteint en réalité 32 millions d'euros, financés à 85 % par Guintoli Marine et à 15 % par des aides du conseil régional d'Aquitaine, du conseil général de la Gironde, de la communauté de communes de la Pointe du Médoc et de l'Union européenne.
Les travaux commencés au mois de septembre 2002 sont achevés deux ans plus tard, et le port est inauguré en juillet 2004. Pour autant, la politique commerciale est vite remise en cause (notamment le système d’amodiation : une concession temporaire accordée afin de jouir de l’usage d’un anneau de port) et, tandis que les ports de la région affichent tous complet, une partie des anneaux peinent à trouver preneurs.

Boutiques et restaurants sont reliés entre eux par de grandes esplanades.

En 2010, un audit pointe une situation financière « structurellement déficitaire » et recommande notamment la suppression des droits d'entrée et la baisse des tarifs de location. Le site souffre par ailleurs de l'absence de véritable agglomération : Le Verdon, tout comme Soulac, sont des communes de taille assez modestes et la seule grande ville des environs, Royan est de l'autre côté de l'estuaire.
En 2013, la société Port Médoc SA est reprise par la société Port Adhoc. Une nouvelle politique commerciale est mise en place avec la baisse de plus de 30 % des tarifs de location, la mise en place de contrats de trois ans garantissant la stabilité des prix et l'abandon des ventes d'anneau sous forme d'amodiation. Cette politique tarifaire de baisse des tarifs de location a permis d'enregistrer 180 nouveaux locataires en 2013 et 160 en 2014. Fin 2015, le port, arrivé à saturation, lance l'aménagement de 150 places supplémentaires.

## Présentation
Port Médoc se compose d'un bassin d'une superficie de 15 hectares, de deux à trois mètres de tirant d'eau. Accessible 24 heures sur 24, il comporte 800 anneaux, capacité qui devrait être portée, dans l'avenir, à 1 500 anneaux.

La capitainerie affiche des formes avant-gardistes.

Le port comporte également une aire de carénage, une zone de stockage, une darse de mise à l'eau (6,5 mètres de large) avec un élévateur à bateaux (35 tonnes maximum), une station-service accessible 24 h sur 24 (avec automate de paiement), une cale de mise à l'eau (pente 15 %… payante), une laverie. Les abords du port ont été traités de façon contemporaine, formant une marina s'inspirant par son architecture des pays scandinaves : succession d'esplanades bordées de petites structures en bois, limitées volontairement à un étage afin de mieux les intégrer dans le paysage. Elles accueillent une vingtaine de boutiques (nautisme, épicerie fine, vêtements, articles de plage, décoration, agences immobilières, etc.), des bars et des restaurants. L'ensemble s'articule autour d'une capitainerie aux formes avant-gardistes.
En 2015, Port Médoc s'est vu décerner — pour la onzième année consécutive — l'écolabel Pavillon Bleu d'Europe, qui récompense une qualité environnementale exemplaire.

### Stèle aux membres de l'opérationFrankton
À proximité de la capitainerie, une plaque honore la mémoire des membres de l'opération Frankton. Haut fait méconnu de la Seconde Guerre mondiale, cette opération conduite par un commando britannique des Royal Marines du Boom Patrol Detachment visa à mettre hors d'état de nuire les navires de l'Axe ancrés dans le port de Bordeaux.
Le 7 décembre 1942, dix hommes placés sous le commandement du major HG « Blondie » Hasler s’embarquèrent sur cinq kayaks au large de Montalivet - Soulac. Une première embarcation (nom de code : « Coalfish »), malmenée par les violents courants de l'embouchure de la Gironde, chavira : son équipage, échoué à la pointe de Grave, fut capturé par les Allemands. Les deux hommes furent ensuite fusillés à Blanquefort le 11 décembre. Un autre kayak (« Conger ») chavira à son tour non loin de là, près de la plage de la Chambrette : seul un corps fut retrouvé... sur une plage de l'île de Ré. Au terme d'une difficile remontée de la Gironde, seuls quatre hommes parvinrent à accomplir en partie leur mission.
Un autre monument, inauguré en 2011 à proximité de Port-Bloc, près du monument aux Américains, honore également la mémoire de ces combattants.